# Brebes
Brebes est une ville d’Indonésie ayant en 2013 une population de 171 035 habitants. Elle est la capitale du kabupaten de Brebes.

## Localisation
Brebes est bordé par la mer de Java au nord, par la ville de Tegal et du Kabupaten de Tegal à l'est, le district de Jatibarang au sud, et le district de Wasanari à l'ouest. Sa superficie est d'environ 80m².

## Histoire
Au début des années 2000, Brebes a abrité un centre d'entraînement pour terroristes.